# Federico Gonzaga

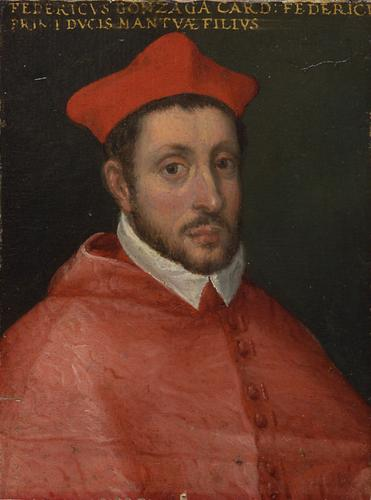
Federico Kardinal Gonzaga (1540)

Federico Gonzaga (* 1540 in Mantua; † 21. Februar 1565 in Rom) war der Sohn des Herzogs Federico II. Gonzaga von Mantua und seit 1563 Kardinal.

## Herkunft und Werdegang
Seine Mutter war Marghareta von Montferrat (* 11. August 1510; † 28. Dezember 1566), die Tochter des Markgrafen Wilhelm XI. Federico studierte an der Universität in Bologna.
Papst Pius IV. erhob ihn im Konsistorium vom 6. Januar 1563 zum Kardinal mit der Titelkirche Santa Maria Nuova. Als Nachfolger seines Onkels Ercole Gonzaga wurde Federico 1563 Bischof von Mantua und sein Cousin Francesco II. Gonzaga wurde sein Nachfolger im Amt.
Nach seinem Tod wurde Federico in der Kathedrale von Mantua beerdigt.